# Wohnsiedlung Kirchmöser-Ost

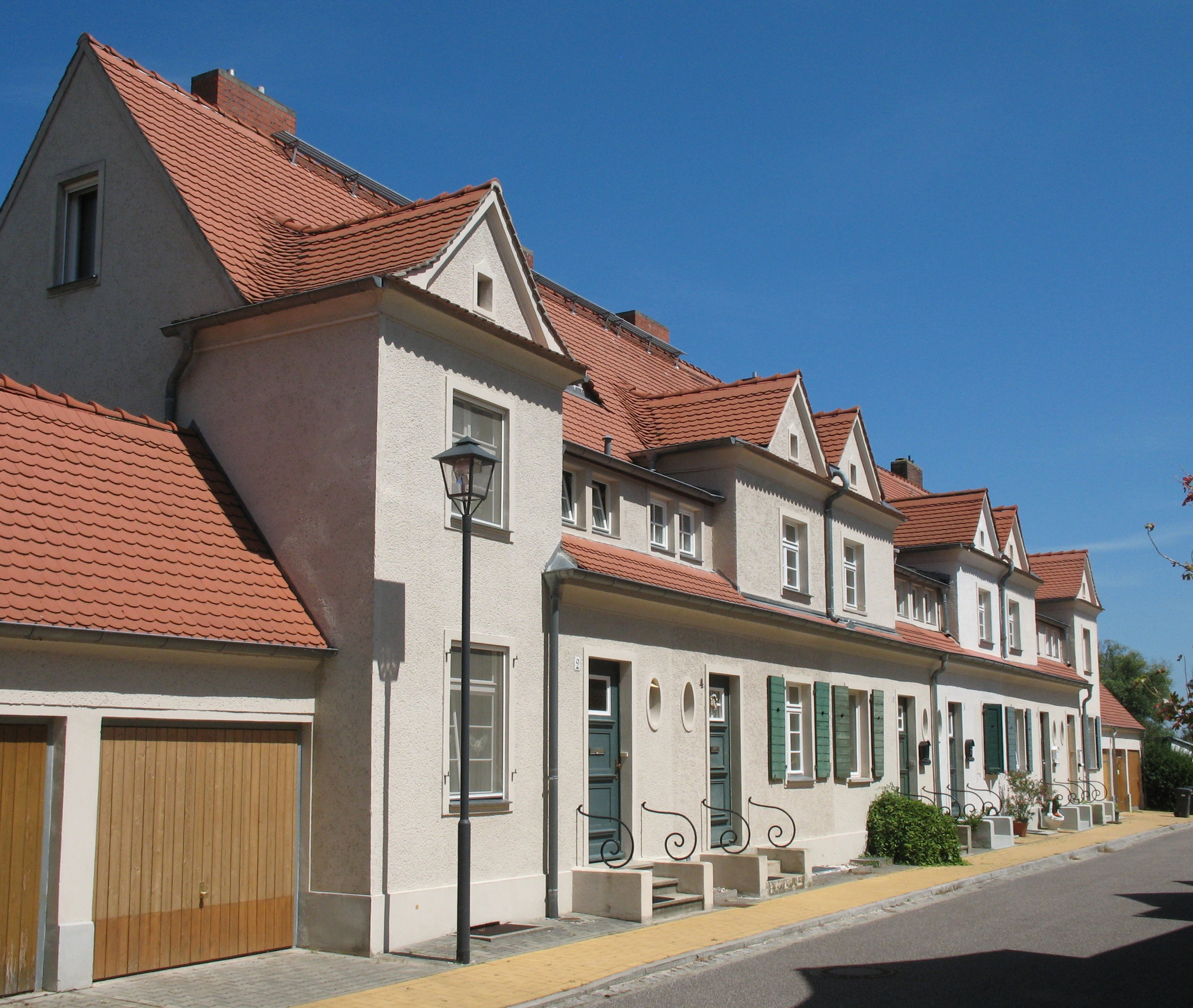
Kurze Straße

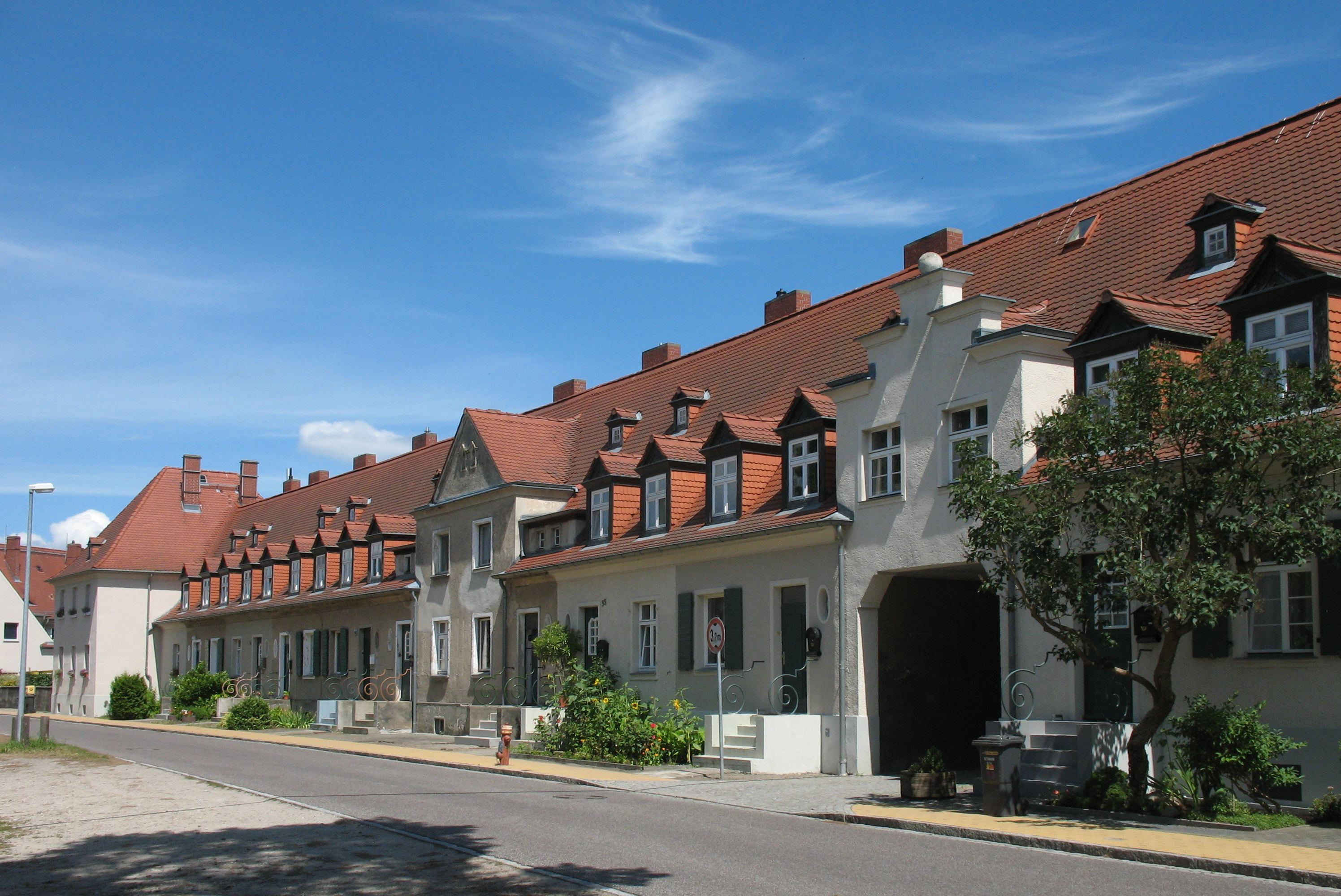
Uferstraße

Die Wohnsiedlung Kirchmöser-Ost ist eine Siedlung im Stadtteil Kirchmöser in Brandenburg an der Havel. Die Wohnsiedlung Kirchmöser-Ost ist einschließlich Pumpenhaus (Grenzstraße) und Schule (Wusterauer Anger 22a) als Ganzes denkmalgeschützt. Die Siedlung ist im Wesentlichen erhalten geblieben, sie gehört zu den typischen Waldsiedlungen der zwanziger Jahre des 20. Jahrhunderts.

## Geographie
Die Wohnsiedlung Kirchmöser-Ost liegt nordöstlich des alten Dorfkernes zwischen Heiligem See, Plauer See und Möserschem See. Nordöstlich schließt sich die Halbinsel Wusterau an.
Die Siedlung mit den denkmalgeschützten Häuser umfasst folgende Straßen mit Hausnummern:
- Am Hang 1–45
- Forstweg 1–2, 3a–b
- Grenzstraße 1–67 (ungerade), 2–84 (gerade)
- Heidestraße 1–16
- Im Winkel 1–6, 7a–b
- Kurze Straße 1–12
- Nordring 63–73 (ungerade)
- Strandweg 1–11, 12 a–b
- Südring 1–25 (ungerade)
- Turmstraße 1–4, 7–8, 11–23
- Uferstraße 1–71
- Wusterauer Anger 1–32

Zu der Siedlung und dem Baudenkmal gehört eine Schule.

## Geschichte
Die ersten Pläne entstanden 1922 für die hufeisenförmige Bebauung Am Hang. Es war nach der Wohnsiedlung Kirchmöser West die zweite Siedlung für Reichsbahner in Kirchmöser. Das Projekt leitet der Regierungsbaurat Teschemacher. Erbaut wurde die Siedlung dann ab 1924. Ab 1926 wurde die Siedlung von Hugo Röttcher weiter erbaut, nachdem Teschemacher 1925 das Konzept für die Siedlung fertiggestellt hatte. 1928 wurde die heute Uferstraße zwischen der Siedlung und dem alten Dorf befestigt. Im Jahre 1926 wurde ein Säurelager in einen evangelischen Betsaal umgebaut. 1929 wurde eine Badeanstalt eingerichtet.
Ursprünglich wurde die Siedlung für 750 Wohnungen für 3750 Menschen geplant. Bis 1928 wurden 387 Wohnungen erbaut, in denen 1582 Menschen wohnten. Die Nordring- und die Südringstraße blieben damals fast unbebaut. Die später hinzugefügten Häuser sind nicht Teil des Baudenkmales.

## Die Siedlung

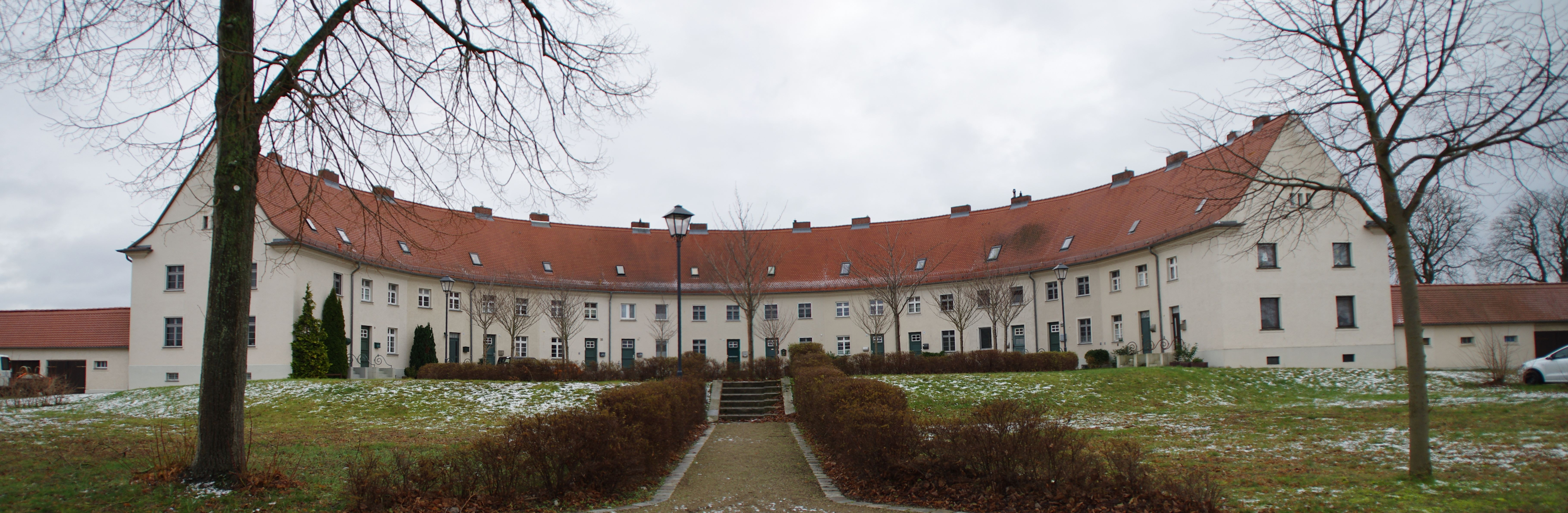
Rundbau an dem südlichen Teil der Uferstraße

Wie in der Westsiedlung sind hier die gleichen Typenhäuser gebaut worden. Der Landschaft zwischen den Seen angepasst, verlaufen die Straßen unregelmäßig. Ein Zentrum ist der Wusterauer Anger, ein dreieckiger Platz. Der Platz ist in der Mitte unbefestigt und die Fläche ist von Linden begrenzt. Auch die Heidestraße erweitert sich am nördlichen Ende zu einem dreieckigen Platz. Im südlichen Abschnitt der Uferstraße befindet sich ein halbkreisförmiger Platz. Zwischen den Siedlungsteilen befinden sich ebenfalls Freiflächen, die noch Reste des ehemaligen Kiefernwaldes enthalten.
Die Bebauung der Straße Am Hang weicht von der Bebauung mit den Typenhäusern ab. Die Häuser liegen in hufeisenform auf einem Hang. Im Inneren des Hufeisens befinden sich Ställe. Im Nordwesten der Häuser führt eine Freitreppe zur Grenzstraße. Erhalten geblieben sind hier wesentliche Teile der ursprünglichen Bepflanzung.